# Chambao
Chambao is een flamencogroep uit Málaga in Spanje. Hun muziek valt onder de nuevo flamenco, een verzamelnaam voor eigentijdse varianten van de flamenco. De muziek die Chambao maakt staat in die stroming bekend als Flamenco-Chill, een combinatie van elektronische muziek en flamenco/palos.
De naam van de groep komt van het woord chambao, wat een provisorische tent is die op wordt gezet op het strand, de avond van San Juan.
De groep bestond aanvankelijk uit drie muzikanten, María del Mar (La Marí), Eduardo en Dani, die zijn ontdekt door de Nederlander Henrik Takkenberg. Ze hebben vier albums uitgebracht, en hebben voor hun debuutalbum Endorfinas en la Mente de Premio Ondas ontvangen, een prestigieuze Spaanse prijs op onder andere het gebied van muziek. Het nummer ¡Ahí estás tú! van dat album is gebruikt voor de Europese reclamecampagne van het toeristisch bureau van Andalusië en heeft daarmee internationale bekendheid verkregen.
Na het maken van het tweede album in 2005, Pokito a Poco, heeft Dani de band verlaten. Ook Eduardo heeft sindsdien de band verlaten en La Marí heeft zich, na langdurig aan kanker geleden te hebben, met andere muzikanten omringd om Chambao voort te kunnen zetten. Met hun nieuwste single Papeles Mojados hopen ze voorgoed door te breken in Europa.

## Discografie
- Flamenco Chill (2002), dubbel-CD met nummers van verschillende artiesten uit de stroming flamenco-chill
- Endorfinas en la mente (2003)
- Pokito a poko (2005)
- Caminando 2001-2006 (2006)
- Con otro aire (2007)
- En el fin del mundo (2009)
- Chambao (2012)
- Nuevo ciclo (2016)